# Cristo de Lama
Cristo de Lama é um filme brasileiro de 1968, do gênero drama biográfico, dirigido por Wilson Silva.

## Sinopse
O filme retrata a vida do escultor mineiro Aleijadinho (Antônio Francisco Lisboa 1738-1814).